# Kwinti (taal)
Kwinti is de taal die wordt gesproken door de marronstam Kwinti in Suriname. Het is een variant van het Aukaans, waar het overeenkomsten mee heeft in de grammatica en de herkomst van het vocabulaire. Het Kwinti is een dialect van het Sranantongo en is door de omgeving aan verandering onderhevig. Eind 20e eeuw vonden ouderen het jammer dat de oorspronkelijke taal aan het verdwijnen was. De geesteswereld spreekt met de Kwinti naar verluidt in zowel Kwinti als de rituele marrontaal Kromanti, die niet veel afwijkt van het Kwinti.